# Stazione di Barcellona-Nord
La stazione di Barcellona Nord (in spagnolo Estación del Norte; in catalano Estació del Nord) o stazione del Nord è una stazione terminal di autobus interurbani situata nel quartiere di Fort Pienc, nel distretto dell'Eixample di Barcellona. La struttura era originariamente una stazione ferroviaria, capolinea della linea che collegava Barcellona a Saragozza via Manresa e Lleida, gestita dalla Compañia de Caminos de Hierro del Norte de España, conosciuta anche semplicemente come Nord. In passato la stazione era detta anche "stazione di Saragozza" o "stazione di Vilanova". Il collegamento ferroviario fu in seguito sotterrato e trasferito alla vicina stazione dell'Arc de Triomf, dove si trova anche una fermata della linea 1 della metropolitana. Oltre ai terminal degli autobus, il complesso ospita anche una caserma della guardia urbana e un centro polisportivo comunale, che fu sede delle gare di tennis da tavolo durante le Olimpiadi del 1992. Tra il 1985 e il 1991 l'area precedentemente occupata dai binari venne riconvertita in un parco urbano, il Parco della Stazione Nord. Per il suo valore architettonico, il complesso è un'opera protetta come bene di interesse culturale locale.

## Storia
La stazione del Nord era il vecchio capolinea della linea ferroviaria Barcellona-Saragozza. La storia di questa linea, promossa dalla Compañía del Ferrocarril de Zaragoza a Barcelona di Manuel Girona i Agrafel, ebbe inizio nel 1852 quando ne venne autorizzata la realizzazione su concessione. I lavori procedettero molto lentamente e il primo tratto, tra Montcada i Reixac e Sabadell, fu inaugurato soltanto l'11 febbraio 1855. Il 1º aprile 1860 entrò in servizio la tratta fino a Lleida, che divenne così il primo collegamento ferroviario diretto tra due capoluoghi catalani. Il tracciato completo venne finalmente inaugurato a Saragozza il 17 agosto 1861 dal re consorte Francesco d'Assisi di Borbone. La stazione terminale di Barcellona era stata costruita quello stesso anno su progetto di P. Andrés i Puigdoller, in una zona del Fort Pienc non ancora urbanizzata. L'edificio originario, di dimensioni relativamente modeste, era una derivazione di un precedente progetto dello stesso architetto originariamente concepito nel 1859 per una stazione in Pla de Palau che non ebbe seguito. Di questa prima costruzione sono rimaste solo la facciata verso il Parco e la facciata parallela prospiciente il Carrer d'Alí Bei.

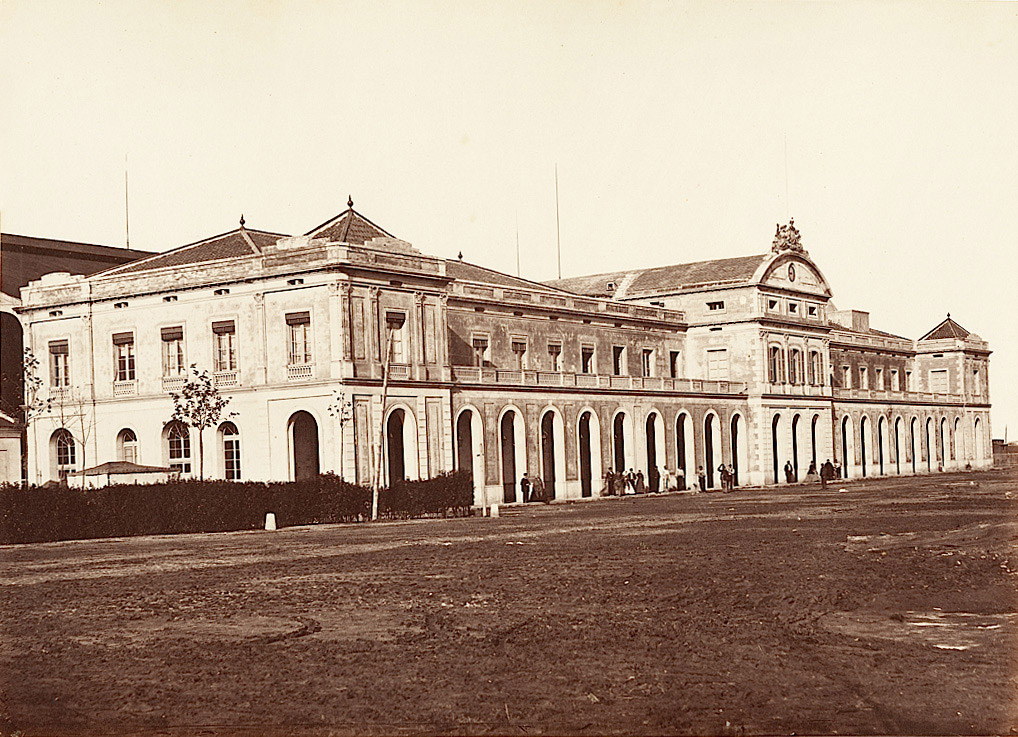
Stazione di Nord, Barcelona da Juan Laurent, c. 1864-1867, Department of Image Collections, National Gallery of Art Library, Washington, DC

Nel 1864 l'architetto Francesc de Paula Villar i Carmona operò diversi lavori di ristrutturazione e l'anno successivo l'ingegnere Miguel de Bergne progettò alcune coperture che non vennero realizzate. Nel 1879 la Compañía del Ferrocarril de Zaragoza a Barcelona fu assorbita dalla Compañia de Caminos de Hierro del Norte de España (Nord) e l'anno successivo l'ingegnere A. Brianoz rimodellò le sezioni della stazione destinate ai magazzini.
Tra il 1910 e il 1915 la stazione venne ampliata e profondamente ridisegnata su progetto dell'architetto Demetri Ribes i Marco, che si era reso celebre per il progetto della Stazione del Nord di Valencia (1906). In seguito a questo progetto, i due corpi paralleli che costituivano la vecchia stazione vennero congiunti in un unico complesso con la costruzione di un corpo centrale affacciato sul Carrer de Nàpols, che costituiva anche il nuovo ingresso principale chiuso da una grande parete a vetri con struttura a volta.
Nel 1972 la stazione venne soppressa e le infrastrutture ferroviarie furono sotterrate e trasferite a una nuova stazione all'Arc de Triomf, dando il via a un lungo processo di degrado dell'area dismessa. A seguito di un maldestro intervento urbanistico di modifica del livello della sede stradale, la facciata principale della prima stazione di Andrés i Puigdoller finì per essere parzialmente sotterrata.
Tra il 1985 e il 1991 l'area precedentemente occupata dai binari di servizio venne riconvertita in spazio verde, realizzando il nuovo Parco della Stazione del Nord, che ospita grandi sculture land art dell'artista statunitense Beverly Pepper. La stazione venne invece riconvertita nel terminal d'autobus di Barcellona, come punto di arrivo per le linee a lunga percorrenza nazionali e internazionali gestite prevalentemente da Alsa Internacional e Eurolines. Il corpo centrale costruito da Demetri Ribes i Marco venne utilizzato come caserma della Guardia Urbana mentre lo spazio dei marciapiedi e delle banchine venne trasformato in Centro Polisportivo municipale che ospitò le gare di tennis da tavolo nell'ambito delle Olimpiadi del 1992. Parte della facciata prospiciente il Carrer de Sardenya rimane occultata per la costruzione di un blocco di uffici del Servizio per il Pubblico Impiego (INEM).

## Descrizione
Situata al confine del distretto dell'Eixample, la stazione del Nord è un complesso isolato compreso tra l'incrocio del Carrer de Nàpols con quello di Alí Bei, all'interno del parco, delimitata da queste due strade e dai Carrer de Sardenya e Carrer dels Almogàvers.
Il complesso è formato da tre ali disposti a "U". Le due ali parallele, che sono la struttura originaria della stazione, presentano facciate scandite da tre padiglioni sviluppati secondo uno schema accademico sobrio e al tempo stesso originale. Il corpo trasversale dell'edificio, che congiunge le due ali, è il risultato di un ampliamento di carattere monumentale in stile modernista, che combina con maestria la plasticità del ferro e del vetro con le decorazioni in stucco di grande volumetria.
L'ala che fronteggia il Parco della Stazione del Nord era la facciata principale dell'edificio originario ed è un esempio delle caratteristiche costruttive dell'epoca: muri di mattoni rivestiti di intonaco, aperture incorniciate da modanature in pietra, elementi portanti sempre in pietra ed elementi decorativi in terracotta. Il piano terra è caratterizzato da un porticato composto da archi a mezzo tondo con cornice in pietra del Montjuïc; la struttura di questo portico è parzialmente sfigurata dal livello stradale inclinato, frutto di interventi successivi. Il portico è sormontato da una balaustra in terracotta che delimita le terrazze del primo piano, anch'esso arretrato rispetto al portico e con porte rettangolari con architrave che si affacciano sulle terrazze.
Questa facciata è suddivisa in sezioni uguali da tre corpi trasversali che si intercalano perpendicolarmente alla struttura longitudinale. I due corpi più esterni, allineati al portico, presentano al primo piano una grande finestra incorniciata da due coppie di pilastri in stucco, dal fusto scanalato e sormontati da capitelli in terracotta, realizzati su stampo secondo un ordine corinzio e decorati da un medaglione centrale con il frontale di una locomotiva. Capitelli simili ornano anche il corpo centrale, che si differenzia rispetto al resto della facciata: all'ingresso, il livello al pianterreno è realizzato integralmente in pietra del Montjuïc, così come i pilastri del primo piano che fanno da contorno ad ampi balconi ad archi ribassati con modanature. Sopra al primo piano si innalza un attico a finestre rettangolari che costituisce la base di un grande frontone semicircolare con un oeil-de-boeuf. Il frontone è sormontato da un complesso scultoreo che rappresenta lo stemma di Barcellona affiancato da due statue allegoriche che rappresentano il commercio e l'industria.
La facciata contrapposta, affacciata sul Carrer d'Alí Bei, presentava caratteristiche analoghe, ora parzialmente nascoste dalle vetrine e dalle passerelle coperte del terminal degli autobus che utilizza questa parte dell'edificio. Anche l'interno ha subito molte modifiche legate all'uso come stazione terminal per gli autobus, tuttavia al secondo piano sono ancora conservati alcuni elementi originari interessanti, come la travatura reticolare in legno e alcuni elementi in ferro. La travatura è costituita da un intreccio di montanti e travi in legno a sostegno del tetto a doppia pendenza. Fra gli elementi in ferro conservatisi spicca all'estremo dell'edificio.
L'ala rivolta verso il Carrer de Nàpols è il risultato di un ampliamento modernista che aggiunse alla stazione originaria una nuova facciata principale affacciata direttamente sul nuovo accesso monumentale al distretto della Ciutat Vella: l'arco di trionfo realizzato per l'Esposizione Universale del 1888. La facciata si appoggia su un basamento in pietra del Montjuïc ed è affiancata ai lati da due costruzioni a due piani con un attico centrale. Gli edifici laterali sono rifiniti ad intonaco con stucchi e possiedono un'imponente volumetria con pilastri di carattere monumentali decorate con grandi quadrelle romboidali con lo stemma a quattro strisce verticali e la croce di San Giorgio. Le finestre dei piani superiori hanno parapetti ampi con architravi riccamente ornati di rilievi floreali. L'edificio è completato da cornici e podi con decorazioni di ghirlande di foglie di alloro e stelle a cinque punte. La struttura centrale della facciata è a un solo piano, chiuso in basso da un muro che riprende il motivo di base degli edifici laterali. L'ingresso principale al centro è sormontato da un grande orologio e da un fregio con la scritta Renfe. Sopra tutta la parte centrale spicca la grande volta di copertura a forma di arco a tutto sesto in ferro battuto e vetro, con la parte superiore impreziosita da decorazioni in ferro a forma di corone floreali e scudi a losanga mentre alla sommità dell'arco è posto un grande stemma della Spagna con il Toson d'oro. L'interno, che originariamente ospitava il nuovo atrio principale della stazione, è stato riconvertito in centro polisportivo rionale.